# Gnjilane
Gnjilane (alb. Gjilan, ser. Гњилане) – miasto w Kosowie; stolica regionu Gnjilane i gminy Gnjilane. Położone we wschodniej części kraju. Szóste co do wielkości miasto Kosowa.
Liczba ludności w 2005 roku wyniosła 57 046. Powierzchnia miasta wynosi 515 km².
Burmistrzem miasta jest Xhemajl Hyseni.
W mieście rozwinął się przemysł włókienniczy.

## Historia

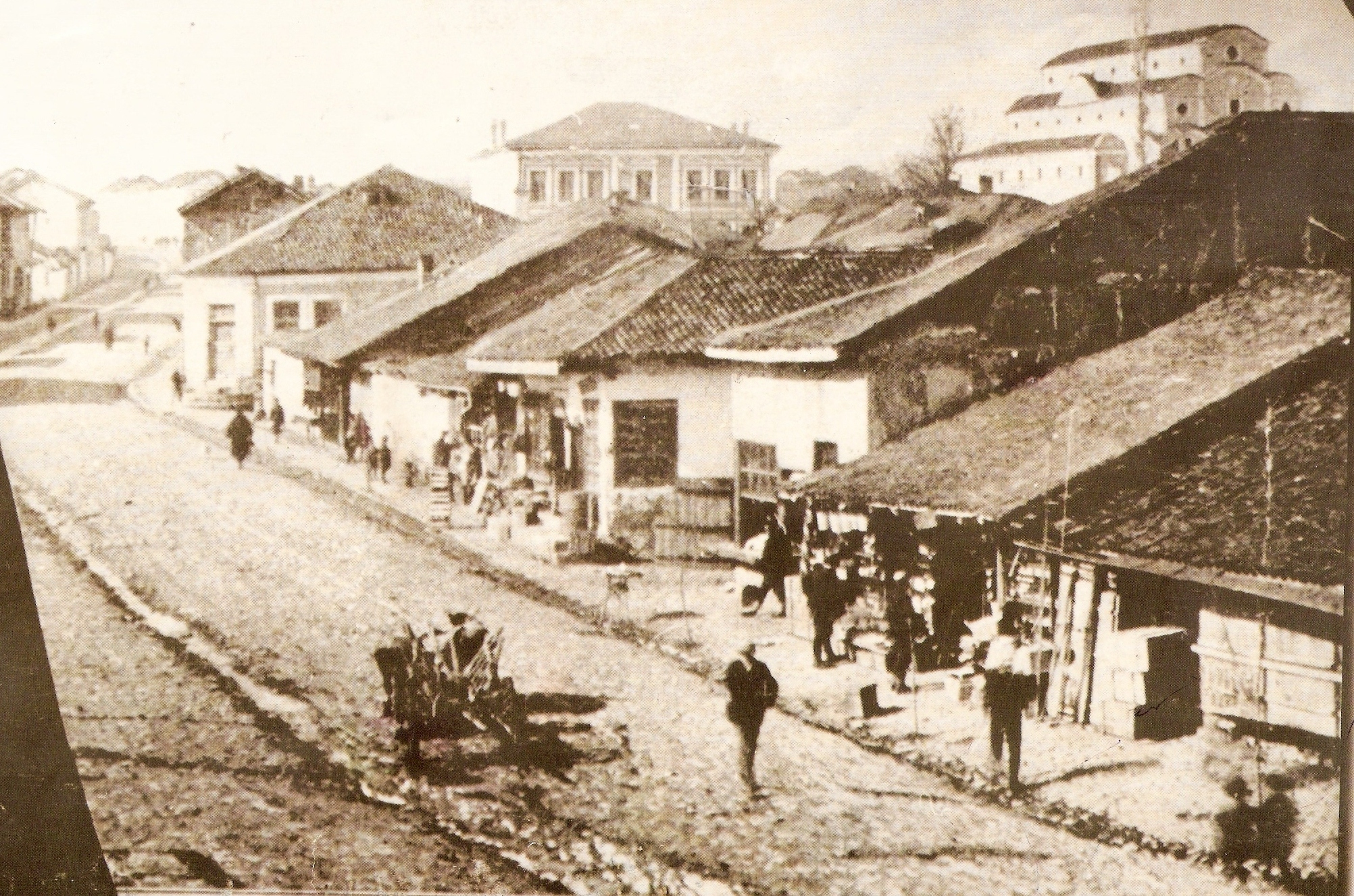
Gnjilane w 1925

W późnym średniowieczu osada nosiła nazwę Morava i przynależała do Serbii (królestwa do 1346, następnie carstwa do 1371). Po raz pierwszy wzmiankowana w 1342 w związku z wizytą króla Serbii Stefana Urosza IV Duszana, a pod obecną nazwą po raz pierwszy wzmiankowana pod koniec XIV wieku. Wskutek podbojów tureckich Serbia utraciła niepodległość, a całe Kosowo zostało anektowane przez Turcję do 1455, i w tym samym roku w tureckich dokumentach wzmiankowano, że w osadzie znajdowało się 41 gospodarstw zamieszkiwanych przez Serbów. Według serbskich źródeł nazwa pochodzi od słowa gnjidav, a według albańskich od rodziny Gnjinaj, która miała założyć miasto w 1772. W XVIII wieku Turcy zniszczyli monastyr św. Jana. W XIX wieku Serbia odzyskała niepodległość jako Księstwo Serbii, i podczas wojny serbsko-tureckiej w styczniu 1878 Serbowie zdobyli miasto, które jednakże utracili po 23 dniach. Do Serbii, już jako królestwa, miasto powróciło w 1912 wskutek wojen bałkańskich, a w 1918 weszło w skład nowo powstałego Królestwa Serbów, Chorwatów i Słoweńców, przekształconego w 1929 w Jugosławię.
W okresie powojennym miała miejsce stopniowa zmiana proporcji narodowościowych w mieście i Serbowie utracili wiodącą pozycję na rzecz Albańczyków. Według danych z 1953 Serbowie stanowili 34,9%, a Albańczycy 31,2% populacji, w 1961 Serbowie – 37,5%, Albańczycy – 43,6%, a w 1971 Serbowie – 25,7%, Albańczycy – 60,9%. Zarazem miał miejsce znaczny przyrost ludności, której liczba wzrosła z 9250 w 1953 do 21 258 w 1971. Po rozpadzie Jugosławii w składzie autonomicznej prowincji Kosowa, która jednostronnie ogłosiła niepodległość od Serbii w 2008, i odtąd pozostaje częścią terytorium spornego między Serbią a Kosowem. W 1999 w miejscu dawnych koszarów serbskiej armii przy mieście została utworzona amerykańska baza wojskowa Camp Monteith, użytkowana przez Amerykanów do 2007.

## Zabytki i kultura
Do najważniejszych zabytków miasta zalicza się cerkiew św. Mikołaja, będącą centralnym punktem miejscowej społeczności serbskiej, wzniesioną w XIX wieku w miejscu starszej i mniejszej cerkwi, oraz XIX-wieczny tzw. Wielki Meczet. W mieście znajdują się także Muzeum Regionalne oraz Teatr Miejski. Innym charakterystycznym obiektem jest Wieża Zegarowa.

## Sport
W mieście mają siedzibę kluby piłkarskie KF Drita Gnjilane i KF Gjilani, które rozgrywają domowe spotkania na Stadionie Miejskim.

## Galeria

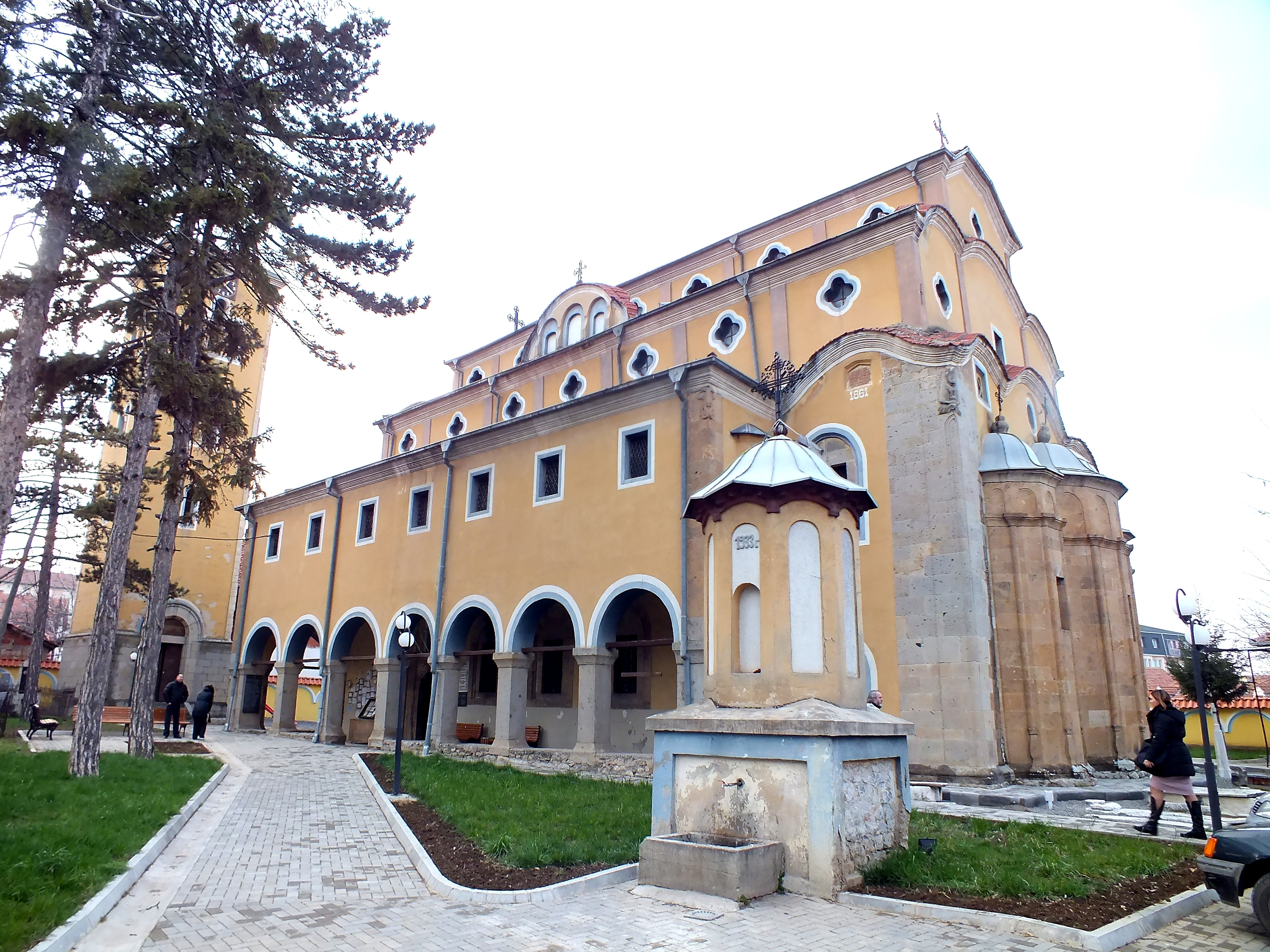
Cerkiew św. Mikołaja
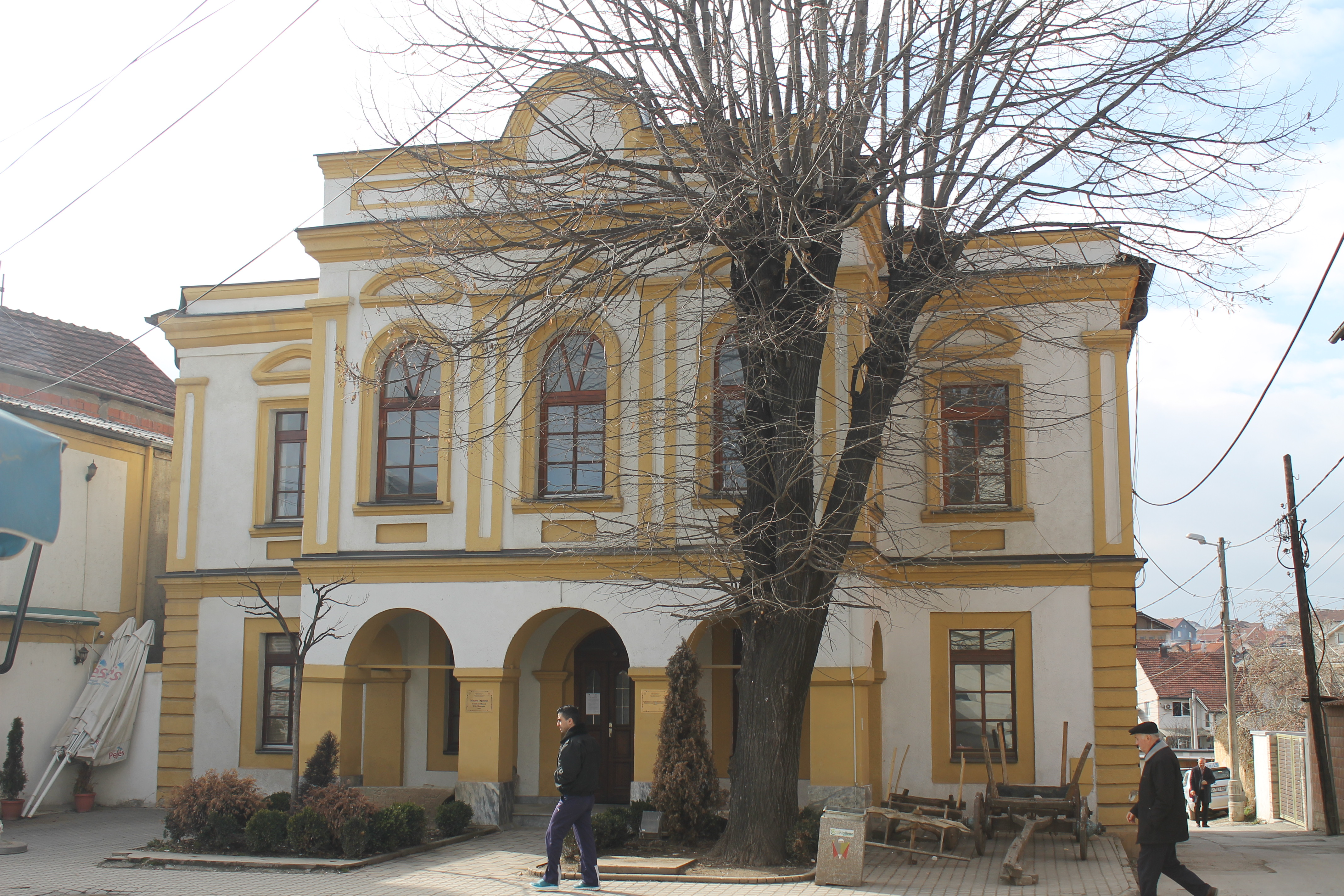
Muzeum Regionalne
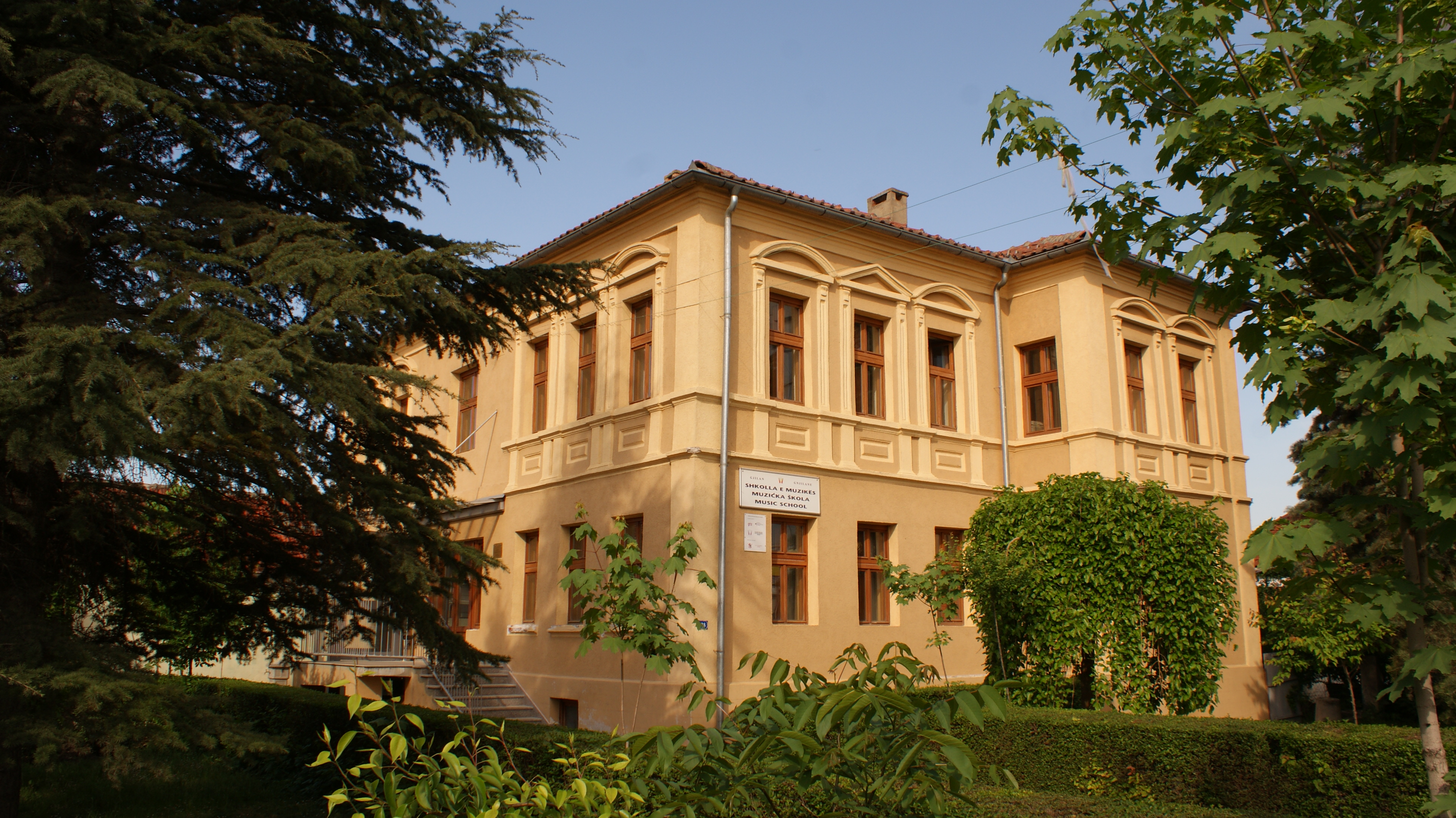
Szkoła muzyczna
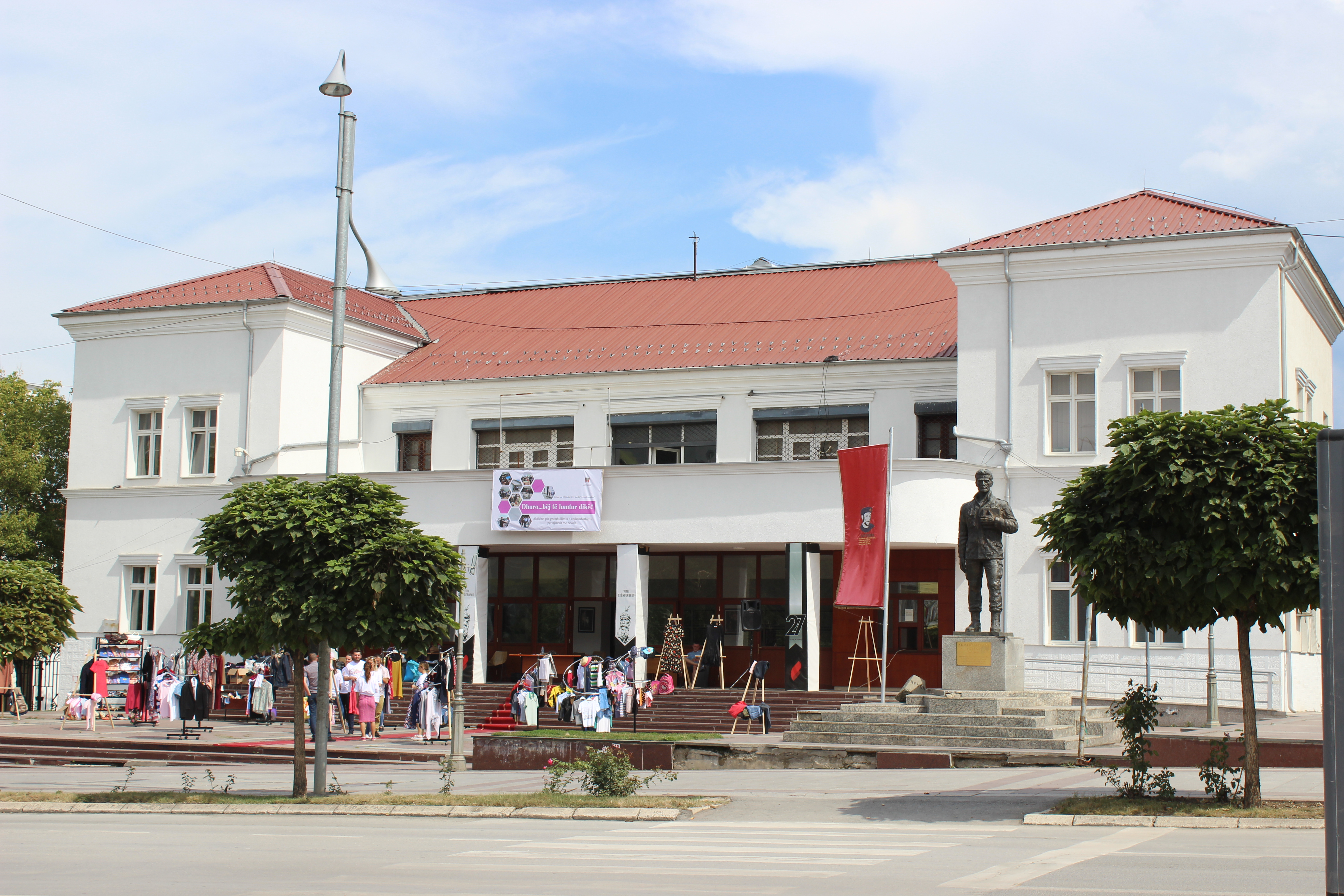
Teatr Miejski
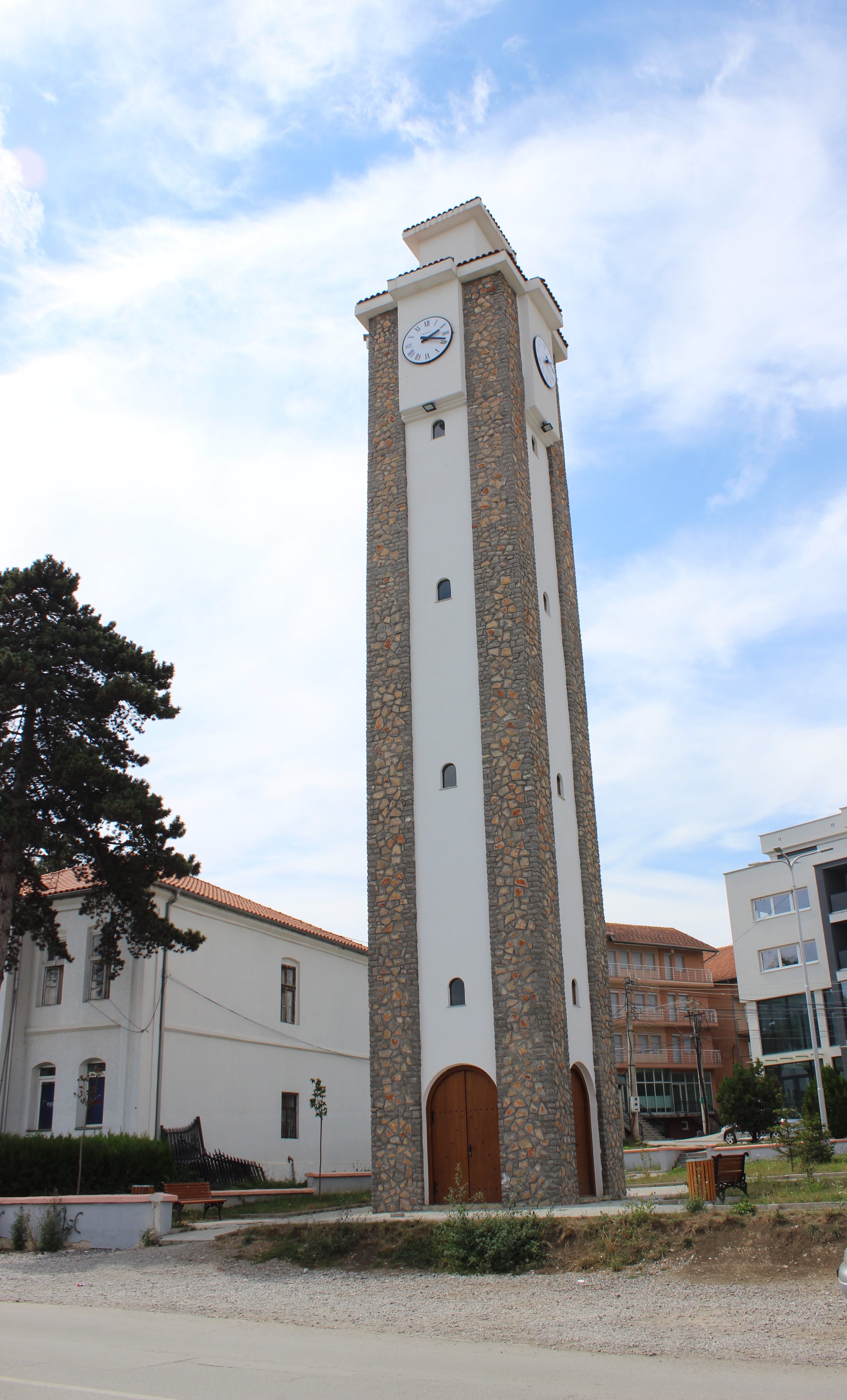
Wieża zegarowa
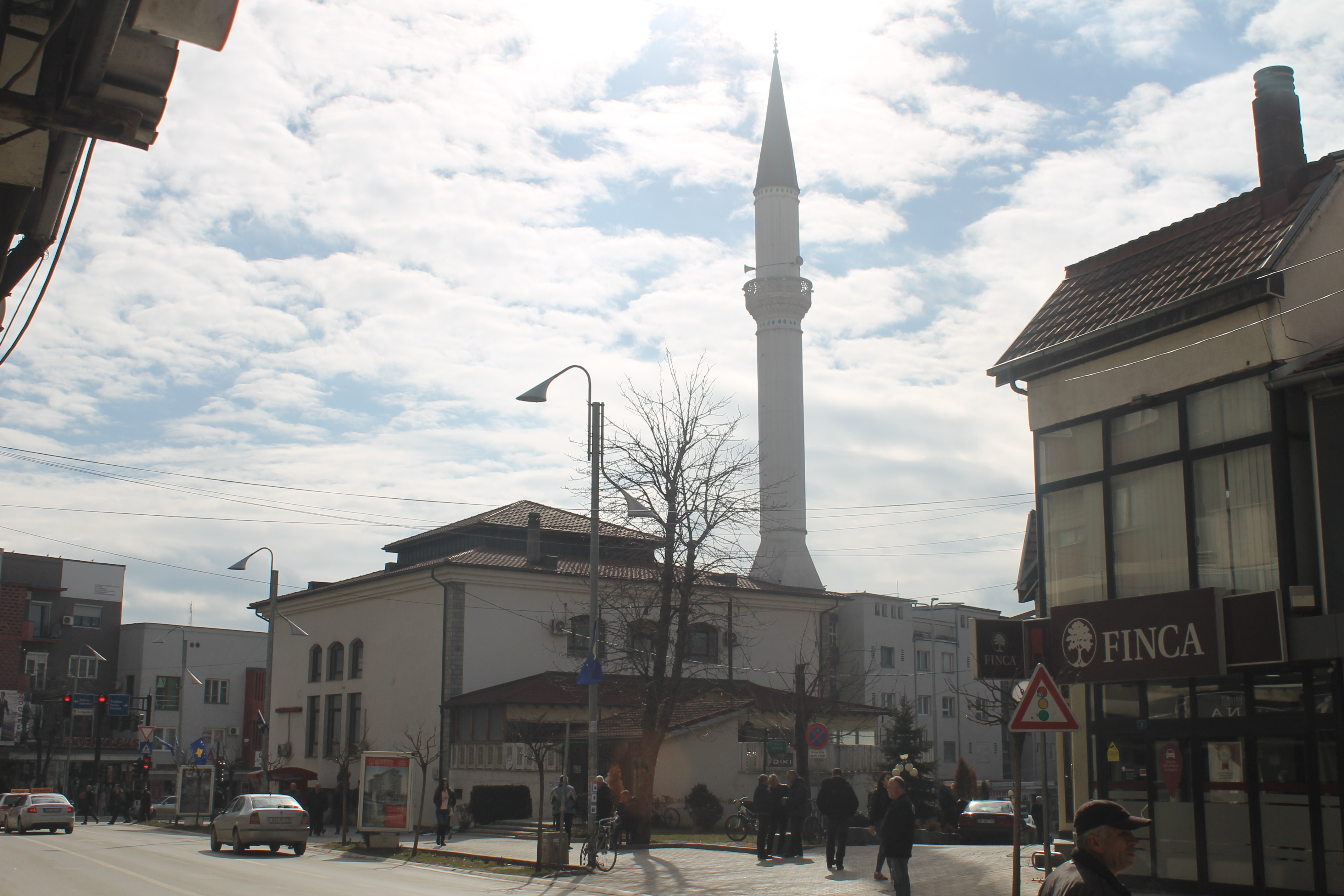
Wielki Meczet